# Laurenz Beckemeyer
Laurenz Beckemeyer (* 16. April 2000 in Lingen (Ems)) ist ein deutscher Fußballtorwart.

## Karriere
Er begann mit dem Fußballspielen beim SV Atter, einem Sportverein aus dem Osnabrücker Stadtteil Atter. Von dort wechselte er im Sommer 2011 in die Jugendabteilung des VfL Osnabrück. Nachdem er für seinen Verein 30 Spiele in der A-Junioren-Bundesliga bestritten hatte, kam er dort auch zu seinem ersten Einsatz im Profibereich, als er am 28. Juni 2020, dem 34. Spieltag, beim 2:2-Auswärts-Unentschieden gegen Dynamo Dresden in der 90. Spielminute für Nils Körber eingewechselt wurde.
Im Sommer 2023 wechselte Beckemeyer, nachdem sein Vertrag in Osnabrück ausgelaufen war, zum benachbarten Oberligisten Sportfreunde Lotte. Hier war er zunächst als Reservetorwart für Michael Luyambula eingeplant.